# Rödhamn
Rödhamn (Zweeds: 'Rode haven') is een eilandengroep en een haven in Åland, bestaande uit de eilanden Gloskär, Rödö, Ljungskär en Långö, aan de zuidzijde van het vasteland van Lemland.
Op het eiland Långö bevindt zich momenteel de enige bebouwing en een jachthaven met 60 ligplaatsen. Deze haven is eeuwenlang van belang geweest vanwege de gunstige ligging aan de Ålandzee en de vrij beschutte haven. Dit belang nam in de loop van de 19e eeuw af toen de zeilschepen vervangen werden door stoomschepen, en het voor de schepen die voeren tussen Zweden en Finland niet langer nodig was om in Åland een nachtelijke tussenstop te maken.
Op de eilanden bevinden zich diverse bezienswaardigheden. Er zijn rotstekeningen aanwezig, die in de rotsen zijn gekerfd door zeelieden. Op Rödö bevinden zich resten van een zeemanskapel. Op Gloskär zijn nog resten van een herberg te vinden die daar van 1750-1920 stond. Op Långö heeft vanaf de jaren 1820 tot aan de sluiting in 1928 een groen/wit geschilderd loodshuis gestaan. Het oorspronkelijke loodsgebouw is in de jaren '80 door een brand verloren gegaan, maar het is herbouwd aan de hand van bouwtekeningen uit 1903. Van 1937-1970 stond hier ook een opvallend wit geschilderd radiobaken. Het huisje daarnaast huisvestte de vuurtorenwachters en hun familie en ook een dieselaggregaat, dat nog steeds bedrijfsklaar is. Het gebouwtje is nu een museum.
Het stoomschip S/S Skiftet liep op 14 december 1916, onderweg van Mariehamn naar Turku, in de Rödhamnsfjord op een Duitse zeemijn. Van de 91 opvarenden overleefden er 5 het drama.